# In Another Life
In Another Life è il quarto album in studio del cantante statunitense Bilal, pubblicato nel 2015.

## Tracce
1. Sirens II – 2:45
2. Star Now – 3:10
3. Open Up the Door – 3:09
4. I Really Don't Care – 2:59
5. Pleasure Toy (featuring Big K.R.I.T.) – 4:32
6. Satellites – 2:58
7. Lunatic – 2:42
8. Money Over Love (featuring Kendrick Lamar) – 2:44
9. Love Child – 3:19
10. Holding It Back (featuring Kimbra) – 3:27
11. Spiraling – 2:59
12. Bury Me Next to You – 3:43